# 交州都督府
交州都督府，唐武德七年（624年）置，驻交州（今越南河内市）。
下辖交州（治交趾县，今越南河西省河东市）、南宋州（治宋平县，今越南河内市）、爱州（治九真县，今越南清化省清化）、南慈州（治慈廉县，今越南河内市西北）、龙州（治龙编县，今越南河内市东天德江北岸）、鸢州（治朱鸢县，今越南海兴省快州）、南隆州（今越南永富省永福县东南平州）、峰州（今越南富寿省白鹤）、仙州（今越南永福省福安东南）、顺州（今越南清化省清化东南）、安州（今越南清化省清化东南）、山州（今越南清化省安吉）、胥州（今越南清化省东山县杨舍村）、真州（今越南清化北马江南岸）、都州（今越南清化省安定东马江南岸）、积州（治日南县，今越南宁平省宁平市）、玉州（今越南广宁省芒街）十七州。武德九年（626年）改积州为南陵州。贞观元年（627年）玉州改属桂州都督府。废除南慈州、龙州、鸢州、南隆州、顺州、安州、山州、胥州、都州、南陵州、南宋州十一州，交州改治宋平县。贞观十年（636年）废除真州、仙州。交州都督府只下辖交州、爱州、峰州。上元二年（675年），增辖陆州（今广西壮族自治区钦州市牛脚镇乌雷村）、长州（今越南太平省武舒县鸿里）、庞州（今越南广宁省汪秘）、汤州（今越南广宁省亭立）。交州都督府另下辖诸羁縻州：新安州（今越南广宁省先安）、谅州（今越南谅山省文林）、武定州（今越南宣光省山阳）、武灵州（今越南太原省富粮）、都金州（今越南宣光省咸安）、万泉州（今越南宣光省那杭）、为州（今云南省马关县都龙镇）、西原州（今越南高平省保禄）、林西州（今越南老街省老街）、甘棠州（今越南安沛省朗盖）、登州（今越南富寿省古节）、金廓州（今越南和平省贵厚）、思廓州（今越南山罗省木州）、提上州（今越南山羅省山萝），调露元年（679年）增辖羁縻州：思陵州（今广西壮族自治区宁明县峙浪乡）、门州（今越南谅山省同登）、南平州（今越南宣光省宣光市）、余州（今越南河江省戊曳）、西平州（今越南河江省河江市）、潘州（今越南金平县勐桥乡）、岿州（今云南省文山市开化镇）、朱贵州（今越南安沛省安沛市）、归化州（今越南和平省和平市）、儋陵州（今越南山罗省安州）、樊德州（今越南老街省滩渊）、金龙州（今越南莱州省丰收）、信州（今越南山罗省顺州）。永隆二年（681年）改为安南都护府。
| 唐朝交州都督府辖州 | 唐朝交州都督府辖州 |
| ------------------ | --- |
| 624年—626年        | 交州、南宋州、爱州、南慈州、龙州、鸢州、南隆州、峰州、仙州、顺州、安州、山州、胥州、真州、都州、积州、玉州                               |
| 626年—627年        | 交州、南宋州、爱州、南慈州、龙州、鸢州、南隆州、峰州、仙州、顺州、安州、山州、胥州、真州、都州、玉州（积州改名南陵州）                   |
| 627年—636年        | 交州、爱州、峰州、仙州（玉州改属桂州都督府，南陵州改名真州，废除南宋州、南慈州、龙州、鸢州、南隆州、顺州、安州、山州、胥州、真州、都州） |
| 636年—675年        | 交州、爱州、峰州（废仙州、真州） |
| 675年—681年        | 交州、爱州、峰州（陸州来属，增设长州、庞州、汤州）                                                                                       |

羁縻州
| 原来归属、名称 | 州名   | 现在地名           | 备注                      |
| -------------- | ------ | ------------------ | ------------------------- |
| 分交州置       | 长州   | 越南太平省东府     | 贞观末年置，675年改为正州 |
| 招慰钦州蛮     | 新安州 | 越南广宁省先安     | 贞观末年置                |
| 招慰交州蛮獠   | 谅州   | 越南谅山省文林     | 668年置                   |
| 招慰蛮獠麻氏   | 武定州 | 越南宣光省山阳     | 668年置                   |
| 招慰蛮獠       | 武灵州 | 越南太原省富粮     | 668年置                   |
| 招慰蛮獠       | 都金州 | 越南宣光省咸安縣   | 668年置                   |
| 招慰蛮獠       | 万泉州 | 越南宣光省那𧯄县   | 668年置                   |
| 招慰西原蛮宁氏 | 西原州 | 越南高平省保樂縣   | 668年置                   |
| 招慰蛮獠       | 为州   | 云南省马关县都龙镇 | 668年置                   |
| 招慰桃花蛮李氏 | 林西州 | 越南老街省老街市   | 668年置                   |
| 招慰蛮獠       | 甘棠州 | 越南安沛省朗盖     | 668年置                   |
| 分峰州置       | 登州   | 越南富寿省古节     | 668年置                   |
| 招慰蛮獠       | 金廓州 | 越南和平省贵厚     | 668年置                   |
| 招慰蛮獠       | 思廓州 | 越南山羅省木州縣   | 668年置                   |
| 招慰蛮獠       | 提上州 | 越南山羅省安州縣   | 668年置                   |
| 招慰汤州蛮獠   | 思陵州 | 广西宁明县峙浪乡   | 679年置                   |
| 分谅州置       | 门州   | 越南谅山省同登市鎮 | 679年置                   |
| 分武定州置     | 南平州 | 越南宣光省宣光市   | 679年置                   |
| 招慰西原蛮     | 余州   | 越南河江省戊曳     | 679年置                   |
| 招慰西原蛮杜氏 | 西平州 | 越南河江省河江市   | 679年置                   |
| 招慰乌蛮爨氏   | 岿州   | 云南省文山市开化镇 | 679年置                   |
| 招慰蛮獠潘氏   | 潘州   | 云南省金平县勐桥乡 | 679年置                   |
| 招慰蛮獠       | 朱贵州 | 越南安沛省安沛市   | 679年置                   |
| 分金廓州置     | 归化州 | 越南和平省和平市   | 679年置                   |
| 分思廓州置     | 儋陵州 | 越南山羅省安州     | 679年置                   |
| 分提上州置     | 樊德州 | 越南老街省申渊縣   | 679年置                   |
| 招慰蛮獠       | 金龙州 | 越南莱州省丰收县   | 679年置                   |
| 分提上州置     | 信州   | 越南山羅省顺州縣   | 679年置                   |

唐朝交州都督
- 丘和（隋末—622年）
- 王志远（624年）
- 李壽（李安，624年—627年）
- 李大亮（627年）
- 李瑰（贞观年间）
- 柳楚贤（柳賢，贞观年间）
- 李道彥（李道興，635年—638年）
- 李弘节（640年）
- 杜正倫（643年）
- 柴哲威（永徽、显庆年间）
- 萨孤吴仁（657年—660年）
- 李乾祐（龙朔年间）
- 郎余庆（674年）
- 梁难敌（676年）
- 安南都护（681年之后）